# Bob Kane
Bob Kane (eredeti nevén Robert Kahn) (New York, 1915. október 24. – Los Angeles, 1998. november 3.) amerikai képregény-rajzoló, aki társával, Bill Fingerrel megalkotta a világ máig egyik legismertebb DC Comics által kiadott szuperhősét, Batmant.

## Képregények

### Batman

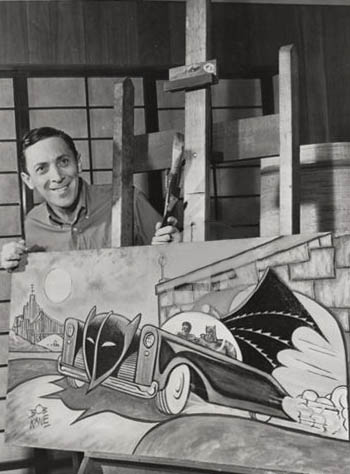
Bob Kane, 1966

1939-ben a DC comics képregénykiadó egy új szuperhőst akart létrehozni, látva a Superman névre hallgató hős sikerét. Bob Kane ekkor alkotta meg, az ekkor még csak Bat-Man nevezetű szuperhőst. Állítása szerint a Zorro jele (1920) című filmből ismert Zorro karaktert és Leonardo da Vinci repülésről alkotott rajzait vette alapul. Utóbbit Bat-Man denevérszárnyai megalkotására használta fel, melyekkel a szuperhős repülni is szokott.

A karakter megjelenése előtt Bob Kane találkozott Bill Fingerrel, aki jelentősen hozzájárult a szereplő létrehozásához. Később ezt nyilatkozta: 
"Kane-nek volt egy ötlete egy karakterről, akinek a Batman nevet szerette volna adni és meg szerette volna mutatni nekem a rajzokat. Meg is mutatta nekem a rajzokat, melyek egy supermanre nagyon hasonlító szereplőt ábrázoltak. Vörös harisnya, fekete csizma, szőke haj, egy kicsi maszk. Kettő merev, fekete szárnya volt, melyekkel repülni tudott. A szereplő alá nagy betűkkel ki volt írva a neve; BATMAN"
Finger azt is mondta, sok javaslatot adott Bobe-nak, aminek hála, Batman olyanná válhatott, amilyennek ma ismerik  az emberek. Azt is említi, hogy ő alkotta meg a karakter civil nevét is, Bruce Wayne-t is, továbbá az első történetet is, mely 1939 májusában jelent meg a Detective Comics lapjain, melynek csak rajzolója volt Bob Kane.
Kane szerint, „Bill Finger sokban hozzájárult a karakter létrehozásában az első képregényekben. Ő írta a legtöbb sikeres történetet és sokat változtatott a szereplő jellemén és stílusán. Én egy olyan Batman-t képzeltem el, aki egyfajta szuperhős polgárőr, míg ő ezt a figurát átváltoztatta egy tudományos detektívvé.”
A karakter végül 1939 májusában jelent meg a Detective Comics #27-es számában. A karaktert nagy siker fogadta, így a kiadó több történetet akart, melyeket már nem csak Bob Kane rajzolta, hanem új írókat és rajzolókat is foglalkoztattak, mint például Jerry Robinson-t, aki szintén nagyban hozzájárult Batman karakteréhez.

### Robin
Bill Finger így emlékezett vissza:
„Robin karakterét egy beszélgetés folyamán találtuk ki Bobbal. Mint már mondtam, engem Batman karaktere mindig is Sherlock Holmesra emlékeztetett. Sherlocknak van egy Watsonja. A dolog, ami engem leginkább zavart, az az, hogy Batmannek nem volt senkije, akihez beszélhetett volna. Kicsit unalmassá vált, hogy folyton csak egyedül gondolkodik. Rájöttem, hogy szüksége van egy Watsonra, akivel megoszthatja a gondolatait. Így jött létre Robin. Bob később magához hívott és azt mondta, hogy egy fiatal fiút szeretne belerakni Batman mellé. Ezt már akkor is remek ötletnek tartottam” 
Bob Mercury néven akarta kiadni a karakter, aki egy szuper jelmezt viselt volna. Jerry Robinson viszont egy emberibb karaktert akart társnak, akit Robinnak hívna, a Robin Hood könyvek után, amelyeket éppen akkor olvasott. 2005-ben egy interjúban azt is elmondta, hogy a karakter kinézetét is a könyvnek egyik illusztrációjából vette. 
„Bill több drámát akart a történetekbe, ezzel növelni a képregények színvonalát. Úgy gondolta, erre remek lehetőség lenne egy fegyverhordozó. Továbbá kibővítené az olvasótábort is. Míg a fiatalabbak Robinnal, az idősebbek Batmannel tudnának azonosulni. Természetesen, a képregény eladási számok Robin megjelenésével nagyban nőttek” 
Az új karakter 1940 áprilisában jelent meg a Detective Comics #38-ban. Eredeti neve Dick Graysonnak lett, akinek akrobata szülei halála után Bruce Wayne örökbe fogadja őt. A karakter sikere nem maradt el.

### Joker
Batman legnagyobb ellensége, Joker nagyjából egy idős a szuperhőssel, ugyanis Batman első képregény-sorozatának első részében (Batman #1, 1940 tavaszán) jelent meg. Kane később ezt nyilatkozta:
„Bill és én alkottuk meg a karaktert. Bill volt az író. Robinson egyszer odajött hozzám egy kártyával, mely egy Jokert ábrázolt. Innen jött az ötlet. Úgy nézett ki, mint Conrad Veidt – tudod, a színész, aki a Nevető ember című filmben is játszott, 1928-ban. Billnek volt egy könyve, melyben az ő képe volt. Odaadta nekem és azt mondta "Itt van Joker!" Robinson abszolút nem csinált semmit, mégis azt mondja, hogy ő találta ki a karaktert, de ez nem igaz.”
Robinson azt mondta egy másik interjúban: „Ha elolvassa a Batman: From the 30's to the 70's könyvet, melynek írója  E. Nelson Bridwell, akkor észreveszi, hogy van benne egy interjú Bill Fingerrel, aki azt mondta, hogy igazából én találtam ki a karaktert. Illetve mindannyian beletettünk valamit. Ő írta történetet, Bob és én pedig a szereplő kinézetén dolgoztunk.”

## Fordítás
Ez a szócikk részben vagy egészben  a   Bob Kane című angol Wikipédia-szócikk fordításán alapul.  Az eredeti cikk szerkesztőit annak laptörténete sorolja fel. Ez a jelzés csupán a megfogalmazás eredetét és a szerzői jogokat jelzi, nem szolgál a cikkben szereplő információk forrásmegjelöléseként.